# Christiane Scharf
Christiane Scharf, verheiratete Christiane Altemöller (* 25. August 1970 in Aschaffenburg), ist eine ehemalige deutsche Leichtathletin, die in den 1980er Jahren unter ihrem Mädchennamen eine erfolgreiche Mehrkämpferin war. Ihr größter Erfolg ist der 5. Platz im Siebenkampf bei den Leichtathletik-Europameisterschaften 1990 in Split.

## Erfolge
- 1990: Europameisterschaften Split, 5. Platz Siebenkampf (6390 Punkte)
- 1990: Deutsche Meisterin (Mehrkampf Mannschaft)
- 1987: Junioreneuropameisterschaften/Birmingham, 3. Platz, Siebenkampf
- 1989: Junioreneuropameisterschaften/Varazdin, 4. Platz, Siebenkampf
- 1987/1989/1990: Deutsche Juniorenmeisterin Siebenkampf

Christiane Scharfs Heimatverein ist der TV Kleinwallstadt. Sie startete zunächst für das LAZ Obernburg-Miltenberg, danach für den USC Mainz und später für die LG Bayer Leverkusen.
Sie galt als hoffnungsvolle Nachwuchsathletin im Mehrkampf. Aufgrund einer Verletzungsserie musste sie ihre internationale sportliche Laufbahn im Alter von 20 Jahren frühzeitig beenden.

## Auszeichnungen
- 1990: Sportlerin des Jahres der Stadt Mainz

## Bestleistungen
| Siebenkampf  | 6390 Punkte |
| 100 m Hürden | 13,53 s     |
| Hochsprung   | 1,85 m      |
| Kugelstoßen  | 13,54 m     |
| 200 m        | 24,58 s     |
| Weitsprung   | 6,32 m      |
| Speerwurf    | 48,34 m     |
| 800 m        | 2:09,86 min |